# Савски-Венац (община)
Савски-Венац (серб. Савски Венац) — община в Сербии, входит в округ Белград.
Население общины составляет 40 819 человек (2007 год), плотность населения составляет 2916 чел./км². Занимаемая площадь — 14 км², из них -% используется в промышленных целях.
Административный центр общины — город Савски-Венац. Община Савски-Венац состоит из 1 населённого пункта, средняя площадь населённого пункта — 14 км². В районе расположен экономический факультет Белградского университета.
В общине находятся объекты культурного наследия: Военный госпиталь на Врачаре, Дом Вучи на Саве.

## Статистика населения общины
| Год  | Население, чел. |
| ---- | --------------- |
| 1991 | 46 144          |
| 2001 | 42 857          |
| 2002 | 42 333          |
| 2003 | 41 743          |
| 2004 | 41 481          |
| 2005 | 41 318          |
| 2006 | 41 061          |
| 2007 | 40 819          |